# Arborimus pomo
Arborimus pomo es una especie de roedor de la familia Cricetidae.

## Distribución geográfica
Se encuentra sólo en los Estados Unidos. 

## Hábitat
Su hábitat natural son los bosques templados.